# Fakhreddine II
Pour les articles homonymes, voir Fakhr al-Dïn.

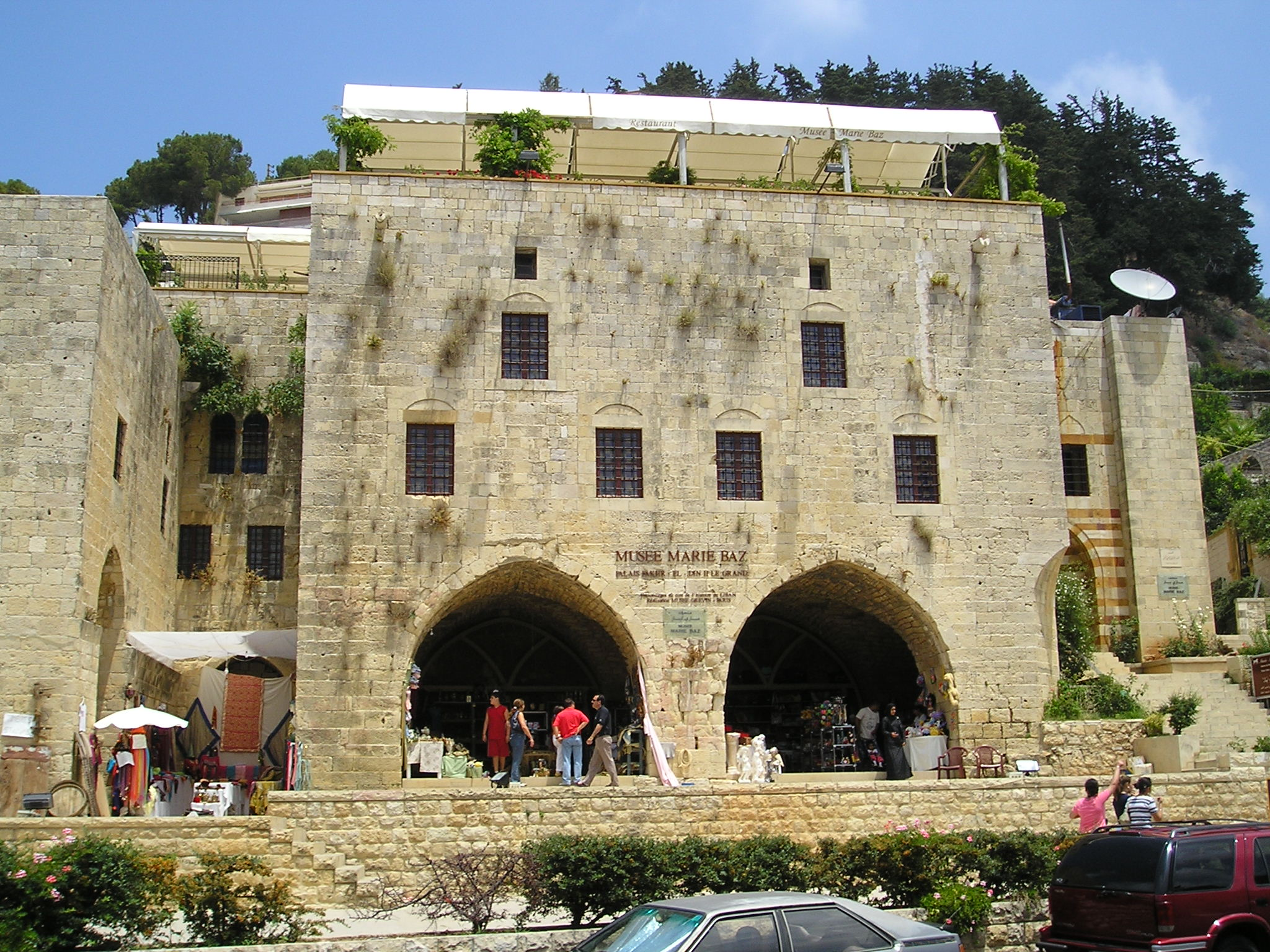
Palais de Fakhreddine II à Deir el Qamar.

Fakhr al-Din II ou Fakhreddine II (anciennement traduit par : Facardin ; en arabe: فخر الدين الثاني بن قرقماز : « fierté de la religion») (6 août 1572 à Baakline – 13 avril 1635) est un émir, prince des Druzes de la dynastie Maan (en) et fils de l’émir Korkmaz (« sans crainte » en français). Il fut maître de l'émirat du Mont-Liban qui englobait le mont Liban et ses périphéries littorales et intérieures.

## Règne
Son père Korkmaz († 1583) et son grand-père Fakhr al-Dïn Ier († 1544) ayant été exécutés par les Turcs ottomans, sa mère le fait élever au Kesrouan, dans la famille chrétienne maronite des Khazen, dont le fils Abounadir resta son ami et son conseiller. En 1590, il prend possession de son fief du Chouf et, profitant de la mobilisation des Ottomans contre la Perse et en Hongrie, agrandit considérablement son domaine.
À la suite d'une réaction ottomane qui conduit à un conflit armé, à l'invasion de son territoire et à la bataille de Mzayrib, il doit s’exiler de 1613 à 1618. Il confie la régence à son fils aîné Ali et à son frère cadet Younès, et séjourne en Italie en particulier en Toscane, où il est accueilli par les Médicis, et s’informe sur les techniques et l'administration occidentales.
Il installa la première imprimerie du monde arabe dans un couvent chrétien, invita des peintres et architectes européens qui formèrent l’école dite du Paysage libanais, et créa le premier embryon du Liban moderne. Louis XIII, roi de France, qui l’appelait « Ficardin », lui écrivait : Très illustre et puissant Prince.
Il remporta en 1623 la bataille d’Anjar sur une puissante armée coalisée commandée par Moustafa Pacha, wali de Damas, et composée de troupes ottomanes, damascéennes et de contingents libanais sous les ordres de seigneurs féodaux libanais hostiles. Attaqué par Murad IV, il fut vaincu après une vigoureuse résistance, et périt étranglé sur l'ordre du sultan en 1635.

### Succession
Son frère cadet Younès († 1634) qui avait exercé la régence en 1613-1618 avec son fils aîné Ali est tué en même temps que ce dernier. La succession de Fakhr-al-Din II est donc assurée par son neveu Melhem (1635-1658) puis par les deux fils de ce dernier :
- Korkmaz (II) († 1665, assassiné)
- Ahmed († 1697), sans héritier mâle après la mort de son fils Melhem.

En 1697, le pouvoir passe à leurs parents par alliance, les Chehab.

## Héritage économique et politique
Fakhr-al-Din II reste dans les annales de la Syrie ottomane comme une figure brillante et exceptionnelle. Sous sa domination ont prospéré les villes de Beyrouth, de Sidon et d'Acre, aussi bien que leur arrière-pays montagneux. L'agriculture a été modernisée avec l'aide d'experts italiens que l'émir a conviés à cette intention. Il a été également précurseur en encourageant l'exportation vers le marché mondial de la production locale de soie du mont Liban, qui devient une véritable manne financière.
Cependant, Fakhr-al-Din II, malgré le titre d'émir que lui attribue l'historiographie, n'a jamais été un réel monarque et n'a jamais fondé de véritable état libanais. Il est plus exact de le dépeindre comme un puissant seigneur local désigné par les Ottomans pour détruire pour leur compte d'autres chefs provinciaux. Il a lui-même été écarté quand le pouvoir central a voulu établir un contrôle plus ferme sur les provinces syriennes. Toutefois, l'héritage politique original de Fakhr-al-Din II a été de contribuer au développement d'une subtile symbiose entre les communautés druzes et maronites dans le mont Liban. L'entité juridico-politique que constitue l'émirat libanais va se perpétuer au mont Liban et connaîtra un nouvel âge d'or sous la domination de Bachir Chehab II.

## Postérité
Fakhr-al-Din II eut plusieurs fils :
- Ali († 1634 tué au combat contre les Ottomans), régent en 1613-1618 pendant l'exil de son père.
- Haïdar, exécuté en 1635 par les Ottomans ;
- Mansour, exécuté en 1635 par les Ottomans ;
- Buluk, exécuté en 1635 par les Ottomans ;
- Hussein, devient chambellan ottoman ;
- Hassan